# Orange Marmalade
Orange Marmalade (hangeul : 오렌지 마말레이드 ; RR : Orenji Mameolleideu)  est une série télévisée sud-coréenne diffusée depuis le 15 mai 2015 sur KBS2 avec Yeo Jin-goo, Kim Seolhyun et Lee Jong-hyun.

## Synopsis
Ce drama est basé sur le webtoon éponyme  du manhwaga Seok Wu.
Il y a 200 ans, les humains et les vampires ont enfin pu cohabiter, ces derniers ayant évolué et se nourrissant à présent de sang de porc et non plus de sang humain. Pourtant, ils sont toujours craints et discriminés par la société, ce qui mène beaucoup d'entre eux à cacher leur vraie nature et à vivre comme des citoyens «normaux».
Baek Ma Ri est une adolescente retirée socialement, cachant ainsi son identité de vampire. Chassée de plusieurs quartiers, elle est impatiente de s'installer dans sa nouvelle ville et de vivre tranquillement. Mais les choses se compliquent lorsque Jeong Jae Min, le garçon le plus populaire de son école secondaire, tombe amoureux d'elle.

## Distribution

### Acteurs principaux
- Yeo Jin-goo : Jung Jae-min
  - Song Ui-joon : Jung Jae-min (jeune)
- Kim Seolhyun : Baek Ma-ri
- Lee Jong Hyun : Han Si-hoo
  - Kang Han-byeol : Han Si-hoo (jeune)
- Gil Eun-hye : Jo Ah-ra

### Acteurs secondaires
- Ahn Gil-kang : Baek Seung-hoon
- Yoon Ye-hee : Song Sun-hwa
- Song Jong-ho : Han Yoon-jae
- Lee Il-hwa : Kang Min-ha
- Jo Yi-hyun : Baek Joseph
- Park Gun-tae : Huh Beom-sung

## Diffusion
- KBS2 (2015)
- KBS World (2015)
- Cine Mo! (2016-2017)

## Réception
| Nombre d'épisodes | Date de diffusion | Part d'audience moyenne | Part d'audience moyenne     | Part d'audience moyenne | Part d'audience moyenne     |
| Nombre d'épisodes | Date de diffusion | TNmS Ratings            | TNmS Ratings                | AGB Nielsen             | AGB Nielsen                 |
| Nombre d'épisodes | Date de diffusion | Tout le pays            | Région de la capitale Séoul | Tout le pays            | Région de la capitale Séoul |
| ----------------- | ----------------- | ----------------------- | --------------------------- | ----------------------- | --------------------------- |
| 1                 | 15 mai 2015       | 4.8 %                   | -                           | 4.2 %                   | -                           |
| 2                 | 15 mai 2015       | 3,7 %                   | -                           | 3.3 %                   | -                           |
| 3                 | 22 mai 2015       | 3.9 %                   | %                           | 4.1 %                   | %                           |
| 4                 | 29 mai 2015       | 3.6 %                   | %                           | 3.3 %                   | %                           |
| 5                 | 5 juin 2015       | 4,4 %                   | %                           | 3,9 %                   | %                           |
| 6                 | 12 juin 2015      | %                       | %                           | %                       | %                           |
| 7                 | 19 juin 2015      | %                       | %                           | %                       | %                           |
| 8                 | 26 juin 2015      | %                       | %                           | %                       | %                           |
| 9                 | 3 juillet 2015    | %                       | %                           | %                       | %                           |
| 10                | 10 juillet 2015   | %                       | %                           | %                       | %                           |
| 11                | 17 juillet 2015   | %                       | %                           | %                       | %                           |
| 12                | 24 juillet 2015   | %                       | %                           | %                       | %                           |
| Moyenne           | Moyenne           | %                       | %                           | %                       | %                           |

### Sources
- (en) Cet article est partiellement ou en totalité issu de l’article de Wikipédia en anglais intitulé « Orange Marmalade (TV series) » (voir la liste des auteurs).